# Pogliano Milanese
Pogliano Milanese ist eine Gemeinde mit 8357 Einwohnern (Stand 31. Dezember 2023) in der Metropolitanstadt Mailand, Region Lombardei. 
Die Nachbarorte von Pogliano Milanese sind Lainate, Nerviano, Rho, Vanzago, Pregnana Milanese und Arluno.

## Demografie
Pogliano Milanese zählt 3108 Privathaushalte. Zwischen 1991 und 2001 stieg die Einwohnerzahl von 7382 auf 7828. Dies entspricht einem prozentualen Zuwachs von 6,0 %.